# Fredler Christophe
Fredler Christophe (Léogâne, Haití, 11 de enero de 2002) es un futbolista profesional haitiano que juega como mediocampista en el R. C. Estrasburgo "II" de la Championnat National 3 de Francia. Es internacional con la selección nacional de Haití.

## Clubes
Christophe, exjugador de la academia juvenil de Exafoot, se unió al club francés Strasbourg antes de la temporada 2019-20.

## Selección nacional
Christophe ha representado a Haití en diferentes niveles juveniles. Fue capitán de la selección Sub-17 de Haití en el Campeonato Sub-17 de CONCACAF 2019 y la Copa Mundial Sub-17 de FIFA 2019.
En mayo de 2019, Christophe fue incluido en el equipo preliminar de 40 hombres de Haití para la Copa Oro CONCACAF 2019. Hizo su debut internacional el 1 de septiembre de 2021 en una derrota por 6-1 en un partido amistoso contra Baréin.

## Estadísticas

### Clubes
| Club          | Temporada | Liga                  | Liga     | Liga  | Copa     | Copa  | Continental | Continental | Total    | Total |
| Club          | Temporada | División              | Partidos | Goles | Partidos | Goles | Partidos    | Goles       | Partidos | Goles |
| ------------- | --------- | --------------------- | -------- | ----- | -------- | ----- | ----------- | ----------- | -------- | ----- |
| Estrasburgo B | 2019-20   | Campeonato Nacional 3 | 1        | 0     | —        | —     | —           | —           | 1        | 0     |
| Estrasburgo B | 2020-21   | Campeonato Nacional 3 | 0        | 0     | —        | —     | —           | —           | 0        | 0     |
| Estrasburgo B | 2021-22   | Campeonato Nacional 3 | 22       | 4     | —        | —     | —           | —           | 22       | 4     |
| Total         | Total     | Total                 | 23       | 4     | 0        | 0     | 0           | 0           | 23       | 4     |

### Selección nacional
| Selección | Año   | aplicaciones | Metas |
| --------- | ----- | ------------ | ----- |
| Haití     | 2021  | 2            | 0     |
| Haití     | 2022  | 4            | 1     |
| Total     | Total | 6            | 1     |

Las puntuaciones y los resultados enumeran el recuento de goles de Haití en primer lugar, la columna de puntuación indica la puntuación después de cada gol de Christophe.
| N.º | Fecha               | Sede                                                    | Adversario | Gol | Resultado | Competencia                         |
| --- | ------------------- | ------------------------------------------------------- | ---------- | --- | --------- | ----------------------------------- |
| 1   | 11 de junio de 2022 | Instalación de pista y campo sintético, Leonara, Guyana | Guyana     | 6–2 | 6–2       | 2022-23 CONCACAF Liga de Naciones B |